# Astragalus supervisus
Astragalus supervisus är en ärtväxtart som först beskrevs av Carl Ernst Otto Kuntze, och fick sitt nu gällande namn av Edmund Perry Sheldon. Astragalus supervisus ingår i släktet vedlar, och familjen ärtväxter. Inga underarter finns listade i Catalogue of Life.